# Gubat
Gubat es un municipio filipino de segunda clase, perteneciente a la provincia de Sorsogón, en la región de Bicolandia.

## Historia
Hacia mediados del siglo XIX, el lugar, por entonces perteneciente a la provincia de Albáy, tenía contabilizada una población de 9579 habitantes, repartidos en 1596 casas. Aparece descrito en el segundo volumen del Diccionario geográfico, estadístico, histórico de las Islas Filipinas (1851) de Manuel Buzeta Núñez y Felipe Bravo con las siguientes palabras:

GUBAT: pueblo con cura y gobernadorcillo, en la isla de Luzon, prov. de Albay, dióc. de Nueva-Cáceres; hállase sit. en los 127° 49' long., 12° 56' 20" lat., sobre la costa E. de la prov., en terreno llano, y clima templado y saludable. En la actualidad tiene unas 1,596 casas de sencilla construccion, distinguiéndose tan solo entre ellas como mas notables la casa parroquial y la de comunidad, llamada tambien tribunal ó de justicia, en la que se halla la cárcel. La igl. es de buena fábrica y se halla servida por un cura secula; inmediato á esta se halla el cementerio, que es bastante capaz y ventilado. Hay tambien una escuela de primeras letras, á la que concurren muchos alumnos, la cual está dotada de los fondos del comun. Tiene caminos regulares que comunican con los pueblos inmediatos, y en este se recibe el correo semanal de la cab. de la prov. en dias indeterminados. El term. confina por N. con Sugod; por S. con el de Bulusan; por O. con el de Sorsogon, y por E. con el mar. El terreno es bastante montuoso y se halla fertilizado por diferentes riach., que proporcionan á este pueblo cosechas de arroz, maiz, y otros granos. Además de estas prod. hay caña dulce, cacao, pimienta, algodon, abacá, legumbres y muchas clases de frutas, entre las que, muchas son silvestres. En los montes abundan las maderas de varias clases, la caza, y la miel y cera, que depositan las abejas en los parajes que encuentran mas á propósito para ello. La ind. consiste en el beneficio de sus tierras, la fabricacion de varias telas, la caza y la pesca. El comercio se reduce á la esportacion del sobrante de estos art., y á la importacion de otros de que carecen. pobl. 9,579 alm., 1,333 trib., que ascienden á 13,330 rs. plata, equivalentes á 33,325 rs. vn.
(Buzeta y Bravo, 1851, p. 67)

En 2020, tenía censados 60 294 habitantes.